# カルドソ

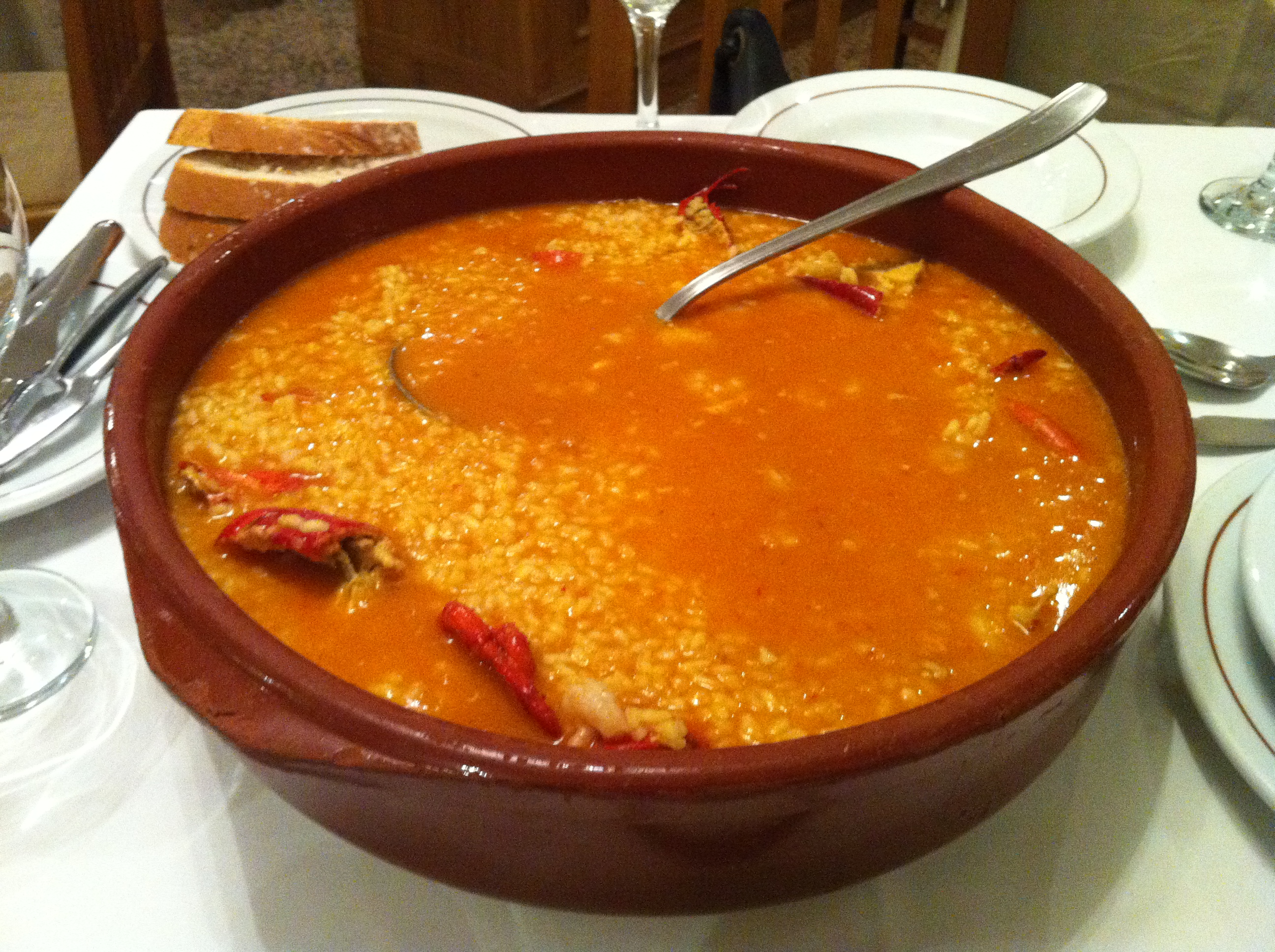
ロブスターのアロス・カルドソ

カルドソ（Caldoso）、アロス・カルドソ（スペイン語: Arroz Caldoso)はスペイン・バレンシア州の米料理の1種。日本では「スペイン風雑炊」とも紹介される。日本語のカタカナ表記としてはカルドッソもある。

## 概要
カルドソはカルド（出汁、スペイン語: caldo）に由来する。
オリーブオイルで生米を炒めた後にたっぷりのスープで調理した料理である。
なお、スープの量が少ないとメロッソ（アロス・メロッソ）という料理になり、パエリアはスープ分のまったくない米料理であるアロス・セコに分類される。